# Sendemast Qaratshuk
Der Sendemast Qaratshuk ist das höchste Bauwerk in Syrien. Es ist ein 300,2 m hoher Sendemast zur Verbreitung von UKW- und Fernsehprogrammen.
Der Mast steht auf dem 745 m hohen Berg Qaratshuk im äußersten nordöstlichen Zipfel Syriens, etwa 10 km südlich der Stadt al-Malikiya im Gouvernement al-Hasaka.